# Percival Mackey
Percival Mackey, född 1894, död 1950, var en engelsk pianist och kompositör, som främst var känd för filmmusik under 1930 och 40-talet.

## Filmmusik i urval
- 1949 - Havets son
- 1937 - I skuggan av ett brott

## Fotnoter
1. ↑  Internet Movie Database, läst: 20 juni 2019.[källa från Wikidata]
2. ↑  Find a Grave, Find A Grave-ID: 6305073, läs online, läst: 9 oktober 2017.[källa från Wikidata]